# 8021 Walter
A 8021 Walter (ideiglenes jelöléssel 1990 UO2) a Naprendszer kisbolygóövében található aszteroida. Carolyn Shoemaker, D. H. Levy fedezte fel 1990. október 22-én.